# Liste der Bodendenkmäler in Segnitz
Auf dieser Seite sind die Bodendenkmäler in der unterfränkischen Gemeinde Segnitz zusammengestellt. Diese Tabelle ist eine Teilliste der Liste der Bodendenkmäler in Bayern. Grundlage ist die Bayerische Denkmalliste, die auf Basis des Bayerischen Denkmalschutzgesetzes vom 1. Oktober 1973 erstmals erstellt wurde und seither durch das Bayerische Landesamt für Denkmalpflege geführt wird. Die folgenden Angaben ersetzen nicht die rechtsverbindliche Auskunft der Denkmalschutzbehörde.

## Bodendenkmäler der Gemeinde Segnitz

### Bodendenkmäler in der Gemarkung Segnitz
| Lage               | Objekt | Akten-Nr.     | Bild |
| ------------------ | --- | ------------- | ---- |
| Segnitz (Standort) | Körpergräber der Bronzezeit sowie Brand- und Körpergräber der Hallstatt- und Latènezeit.                                                                            | D-6-6326-0034 |      |
| Segnitz (Standort) | Siedlung der jüngeren Latènezeit. | D-6-6326-0220 |      |
| Segnitz (Standort) | Bestattungsplatz mit Körpergräbern der Glockenbecherkultur, Brandgräbern der frühen Urnenfelderzeit sowie Reihengräbern der Merowingerzeit.                         | D-6-6326-0221 |      |
| Segnitz (Standort) | Rundes Grabenwerk vor- und frühgeschichtlicher Zeitstellung. | D-6-6326-0275 |      |
| Segnitz (Standort) | Archäologische Befunde des Mittelalters und der frühen Neuzeit im Bereich des ehemaligen befestigten Dorfkerns von Segnitz.                                         | D-6-6326-0334 |      |
| Segnitz (Standort) | Archäologische Befunde des Mittelalters und der frühen Neuzeit im Bereich der ehemalige Wehrkirche und Evangelisch-Lutherischen Pfarrkirche St. Martin von Segnitz. | D-6-6326-0335 |      |
| Segnitz (Standort) | Archäologische Befunde des Mittelalters und der frühen Neuzeit im Bereich der Ortsbefestigung von Segnitz.                                                          | D-6-6326-0336 |      |